# كارول كريستيان
كارول كريستيان (بالإنجليزية: Carol Christian) هي مبسطة العلم وعالمة فلك أمريكية، ولدت في 28 ديسمبر 1950 في سينسيناتي في الولايات المتحدة.